# Victoria Macaulay
Victoria Ayo Macaulay (ur. 7 sierpnia 1990 w Nowym Jorku) – amerykańsko-nigeryjska koszykarka, występująca na pozycji środkowej, reprezentantka Nigerii, olimpijka.
15 lutego 2023 zawarła kontrakt z Connecticut Sun na okres obozu przygotowawczego.

## Osiągnięcia
Stan na 24 czerwca 2023, na podstawie, o ile nie zaznaczono inaczej.

### NCAA
- Uczestniczka rozgrywek II rundy turnieju NCAA (2010, 2011)
- Laureatka nagrody – największy postęp Philly Big 5 (2012)
- Zaliczona do:
  - I składu:    
    - defensywnego Atlantic-10 (2013)
    - Philadelphia Big 5 (2013)

  - II składu Atlantic-10 (2013)

### Drużynowe
- Mistrzyni Grecji (2018, 2019)
- Wicemistrzyni Libanu (2022)[4]
- Zdobywczyni Puchar Grecji (2018, 2019)
- Uczestniczka międzynarodowych rozgrywek:
  - Euroligi (od 2022)
  - Eurocup (2016–2020, 2022)

### Indywidualne
(* – nagrody przyznane przez portal eurobasket.com)
- MVP 3. spotkania finałowego ligi libańskiej (2022)[4]
- Środkowa roku ligi greckiej (2018)*[5]
- Defensywna zawodniczka roku ligi greckiej (2018)*[5]
- Uczestniczka meczu gwiazd ligi włoskiej (2014)
- Zaliczona do*:
  - I składu:
    - ligi greckiej (2018)[5]
    - defensywnego ligi greckiej (2018)[5]
    - zawodniczek zagranicznych ligi greckiej (2018)[5]

  - II składu ligi tureckiej (2023)[6]
  - składu honorable mention ligi:
    - włoskiej (2014, 2015)[7][8]
    - tureckiej (2022)[9]

### Reprezentacja
- Mistrzyni Afryki (2019, 2021)
- Uczestniczka:
  - igrzysk olimpijskich (2020 – 11. miejsce)[10][11]
  - kwalifikacji:
    - olimpijskich (2020)
    - do mistrzostw świata (2022)

  - afrykańskich pre-kwalifikacji olimpijskich (2019)